# Veli Lošinj

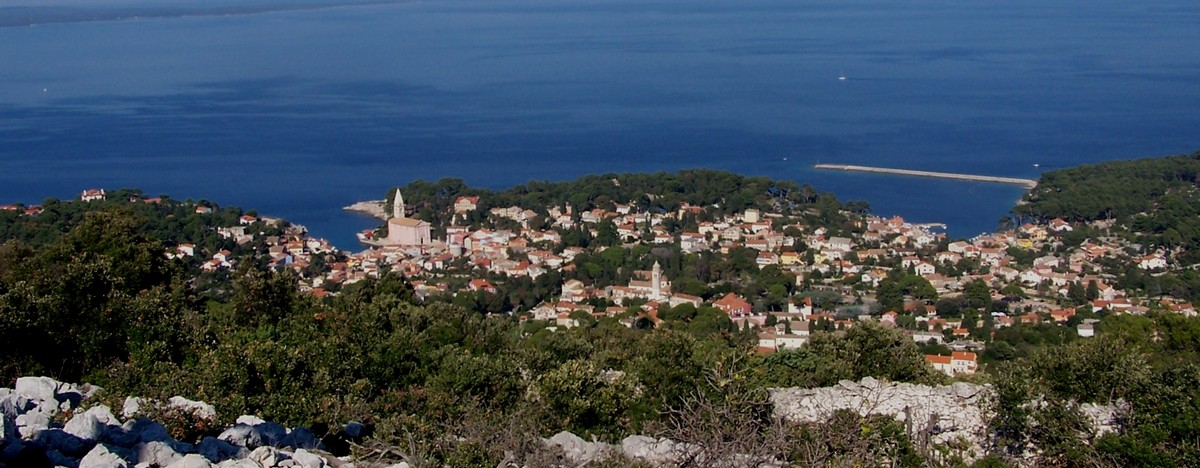
Pohled na Veli Lošinj

Veli Lošinj (do roku 1910 Velo Selo, italsky Lussingrande) je vesnice a přímořské letovisko v Chorvatsku v Přímořsko-gorskokotarské župě. Nachází se na ostrově Lošinj a je součástí opčiny města Mali Lošinj. V roce 2011 zde žilo celkem 901 obyvatel. Veli Lošinj je nejjižnější a nejvýchodnější vesnicí na ostrově Lošinj.
Jediným sousedním sídlem je město Mali Lošinj.